# Ancien tramway de Nantes
Cet article concerne le tramway qui a fonctionné de 1879 à 1958. Pour l'actuel réseau de tramway à Nantes, voir Tramway de Nantes.
L’ancien tramway de Nantes est le premier réseau de tramway de la ville de Nantes. Il a existé entre 1879, date de mise en service de la première ligne, et 1958, date de fermeture définitive du réseau. 
Nantes a été la première ville de France à se doter d'un système de tramway à propulsion mécanique, les autres réseaux étant constitués de tramways tirés par des chevaux. Les premiers trams nantais fonctionnent à l'air comprimé, et le réseau est progressivement électrifié à partir de 1913.
La toute première ligne, inaugurée en 1879, rencontre un succès immédiat. Le réseau se développe jusqu'aux années 1930. À son apogée, il comprend 20 lignes et dessert tous les quartiers de la ville. Les automotrices jaunes deviennent un symbole durable de la ville de Nantes. Le tramway nantais, connu pour être bondé et pour les dangers qu'il entraîne, est familièrement surnommé le « péril jaune ».
Le réseau , très endommagé par les bombardements de la Seconde Guerre mondiale. Les lignes sont peu à peu remises en service après la guerre puis remplacées par des autobus, jusqu'à l'arrêt définitif du tram en 1958. Il faut ensuite attendre 27 ans pour qu'un nouveau tramway circule à nouveau dans l'agglomération nantaise.

## Histoire

### Prémices

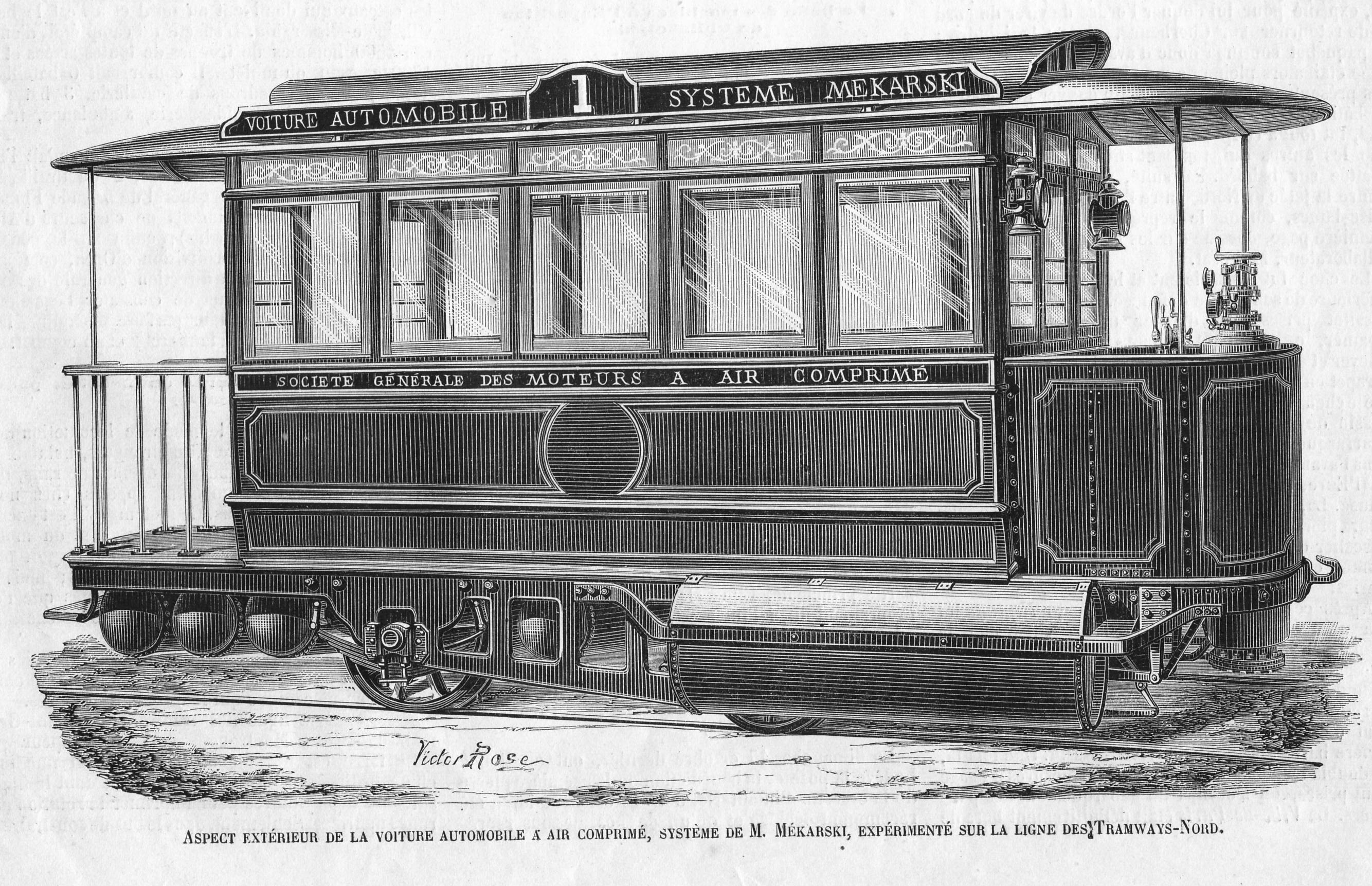
Gravure d'une motrice Mékarski expérimentée à Paris en 1875.

La ville de Nantes s'est dotée d'un premier système de transport en commun dès 1826, quand l'homme d'affaires Stanislas Baudry y a fondé une compagnie d'omnibus à chevaux. Parallèlement, les tout premiers réseaux de tramways se développent aux États-Unis dans les années 1830 ; ils sont alors tirés par des chevaux. Les tramways hippomobiles apparaissent ensuite en France à partir des années 1870. 
À Nantes, des industriels demandent en vain des concessions à la municipalité pour construire un réseau de tramways à chevaux. Les autorités ne sont pas favorables pour des questions d'hygiène, les rues nantaises étant déjà souillées par les quelque 78 chevaux employés pour les omnibus. 
En 1875, le maire Charles Lechat, propose la construction d'un tramway mécanique, considéré comme plus propre. Une concession est accordée l'année suivante à l'entreprise parisienne "Société des moteurs à air comprimé", qui possède les brevets de l'ingénieur Louis Mékarski. 
Ce dernier avait inventé en 1873 une machine fonctionnant grâce à de l'air comprimé, permettant de faire avancer des tramways sans fumée et sans bruit. Nantes est la première ville à adopter l'invention de Mékarski.
La Compagnie des tramways de Nantes (CTN) est alors créée le 16 novembre 1876, chez maître Dufour, notaire à Paris, pour en assurer l'exploitation. Le 21 août 1877 est déclaré d'utilité publique un réseau de tramway à traction mécanique. Le premier président du conseil d'administration est un ancien colonel du génie et polytechnicien Jacques Philippe Henri Usquin. Louis Mékarski en personne est nommé directeur technique de la CTN.

### Construction des premières lignes

Plan des lignes de tramway, indiquant les principaux arrêts, et les grandes étapes de construction du réseau.
Section construite avant 1880
Section construite entre 1880 et 1900
- dont section fermée en 1920
Section construite entre 1900 et 1920
Section construite après 1920
Section projetée jamais construite

Les travaux de la première ligne sont lancés en 1877. Celle-ci va sur un axe est-ouest de la gare de la Bourse, près de la place du Commerce jusqu'à Doulon. Elle longe la Loire et dessert la place du Commerce, la place du Bouffay et la gare d'Orléans, principale gare de la ville. 
L'inauguration a lieu le 12 février 1879. Le nouveau tramway fait sensation. Environ 5 000 personnes l' empruntent lors de son premier jour. Le succès des tramways Mékarski est tel qu'au début de l'exploitation, la compagnie se voit obliger de mettre en service les dimanches et jours de fêtes deux rames constituées de deux voitures à impériales de 45 places chacune, tractées par des locomotives sur la ligne des quais, conformément à une décision préfectorale de juillet 1879. 
La ligne est prolongée l'année suivante jusqu'au passage à niveau de Chantenay, permettant de desservir cette commune et son port industriel sur la Loire. Elle suit sur une bonne partie de son itinéraire le quai de la Fosse, artère très passante qui est déjà empruntée par le train et par les omnibus.
Une deuxième ligne est ouverte en 1888, cette fois sur un axe nord-sud. Elle relie la place du Commerce à Pirmil au sud de la Loire. Nommée « ligne des ponts », elle dessert ainsi le sud-Loire, et aussi les diverses îles  existantent à Nantes avant les comblements des années 1920-1930. Elle passe ainsi par l'île Feydeau, l'île Gloriette ou encore l'île de la Prairie-au-Duc. La ligne dessert notamment la gare de l'État, deuxième plus grande gare de Nantes à l'époque, et située sur la Prairie-au-Duc.
Les travaux se poursuivent avec l'ouverture en 1890 d'une ligne reliant le centre-ville à la route de Rennes. Celle-ci commence dans le bas de la rue de Strasbourg, où elle se raccorde à la première ligne, puis elle remonte vers les faubourgs, empruntant l'actuel boulevard Schuman. Face au succès du tramway, le réseau d'omnibus perd du terrain et finit par disparaître en 1898. 
Au tournant du XXe siècle, plusieurs lignes supplémentaires voient le jour, desservant les faubourgs et reliant le centre aux entrées de ville. 
La ligne remontant vers la route de Paris est inaugurée en 1897, celle descendant vers la route de Clisson au sud de la Loire est ouverte en 1901, et la ligne allant vers la route de Vannes est mise en service en 1903. 
En 1905, le réseau totalise 27,5 km, et il atteint les 39 km en 1911. Il transporte alors 12 millions de voyageurs annuels,.

### Électrification

Carte animée de l'évolution des infrastructures ferroviaires de l'agglomération de Nantes, dont celle des anciens et actuels tramways, de 1875 à nos jours.

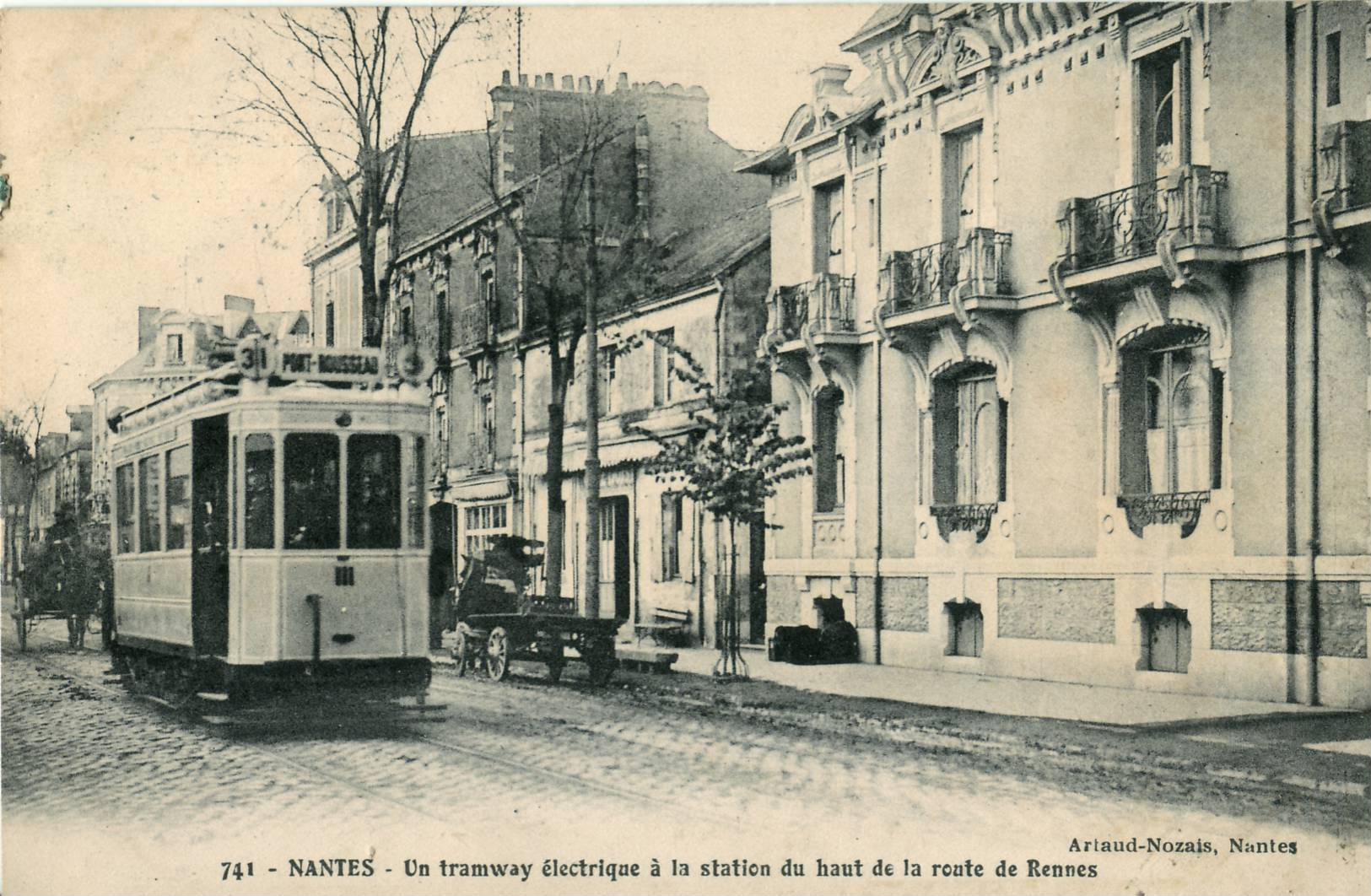
Tramway électrique à la station du haut de la route de Rennes.

Les voitures à air comprimé, malgré leur succès initial, s'usent rapidement. En 1899, quelques nouveaux tramways sont introduits pour renouveler la flotte. Alors que les premiers trams étaient rouges, ceux-ci sont jaunes, et l'entrée ne se fait plus par l'arrière, mais lattéralement. Les usagers attendent cependant un changement plus radical, et la municipalité s'intéresse bientôt à un nouveau tramway fonctionnant à l'électricité. Récemment élu, c'est le maire Paul Bellamy, annonce l’électrification du réseau le 5 mai 1911.
L'électrification du réseau nécessite la construction d'un nouveau dépôt à la Morrhonnière, et surtout, il faut installer des fils électriques à travers la ville. Des arbres sont abattus, des poteaux sont plantés dans le sol, et des rosettes sont fixées sur les façades pour soutenir les câbles. Ces travaux rencontrent une certaine opposition de la part de la population. 
Les 94 véhicules à air comprimé qui étaient alors en service sont remplacés à partir de 1913 par des tramways électriques que l'on surnomma bientôt le « Péril jaune » en raison de la couleur des véhicules et des risques d’accidents liés à une surfréquentation chronique due à son succès,. 
En 1914, 49 % du réseau est électrifié et l'année suivante 84 %. Les derniers tramways à air comprimé sont retirés du service en 1917.

### Déclin et disparition

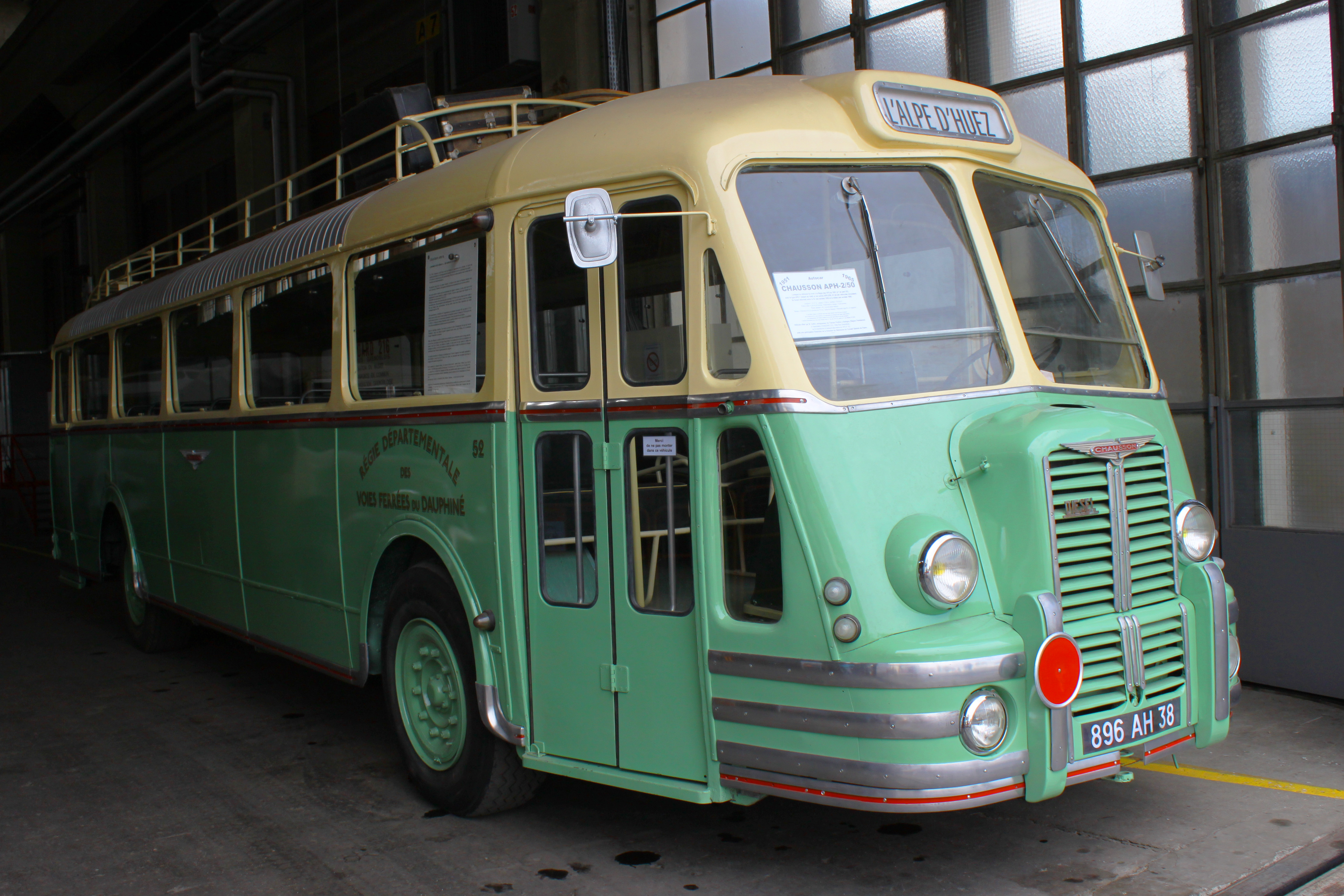
Un autobus Chausson AP2.50 (ici de Grenoble), modèle qui a remplacé le tramway nantais dans les années 1950.

Les dernières expansions apportées au réseau sont faites au début des années 1930. Une ligne à concession départementale relie Pont-Rousseau au lieu-dit des Trois-Moulins, sur la commune de Rezé, en 1930 et en 1932, la ligne de la route de Vannes est prolongée jusqu'à Longchamp.
Cette année-là, le tramway nantais est à son apogée, disposant d’un réseau de 20 lignes desservant 14 itinéraires bien distincts. Le déclin commence avec la Seconde Guerre mondiale, car les bombardements alliés détruisent une partie du réseau. À la Libération, le tramway est totalement hors-service, car le réseau électrique ne fonctionne plus. De plus, avant de quitter Nantes, les Nazis ont fait sauter les ponts, et le Sud-Loire est isolé du reste de la ville.
Après la guerre, à l'heure de la reconstruction, le tramway est considéré comme un frein au développement de la circulation automobile.µLes rails gênent les voitures, et les voyageurs ralentissent le trafic. 
En 1946, les autorités décident de  supprimer le tram en centre-ville, dans les rues les plus étroites, et de le remplacer par l'autobus. Les rails de la rue d'Orléans sont retirés dès 1946, et en 1953, la nouvelle aubette des autobus de la place du Commerce est construite. 
La plupart des lignes sont néanmoins reconstruites après la guerre, car on prévoit encore d'utiliser le tramway pendant quelques années. Un projet de trolleybus est également dessiné entre Chantenay et Pirmil en 1947, mais  ne voit jamais le jour faute de fonds suffisants.
L'autobus, introduit en 1951, devient le nouveau symbole du dynamisme des transports nantais. Le 25 janvier 1958, le tramway circule une dernière fois sur la ligne « Pont de Cens - Saint-Joseph », victime de  la concurrence de l'automobile. Le dernier trajet fait l'objet d'un reportage télévisé.

## Réseau

### Configuration

Plan de l'ancien réseau (en violet) superposé au réseau de tramway contemporain.

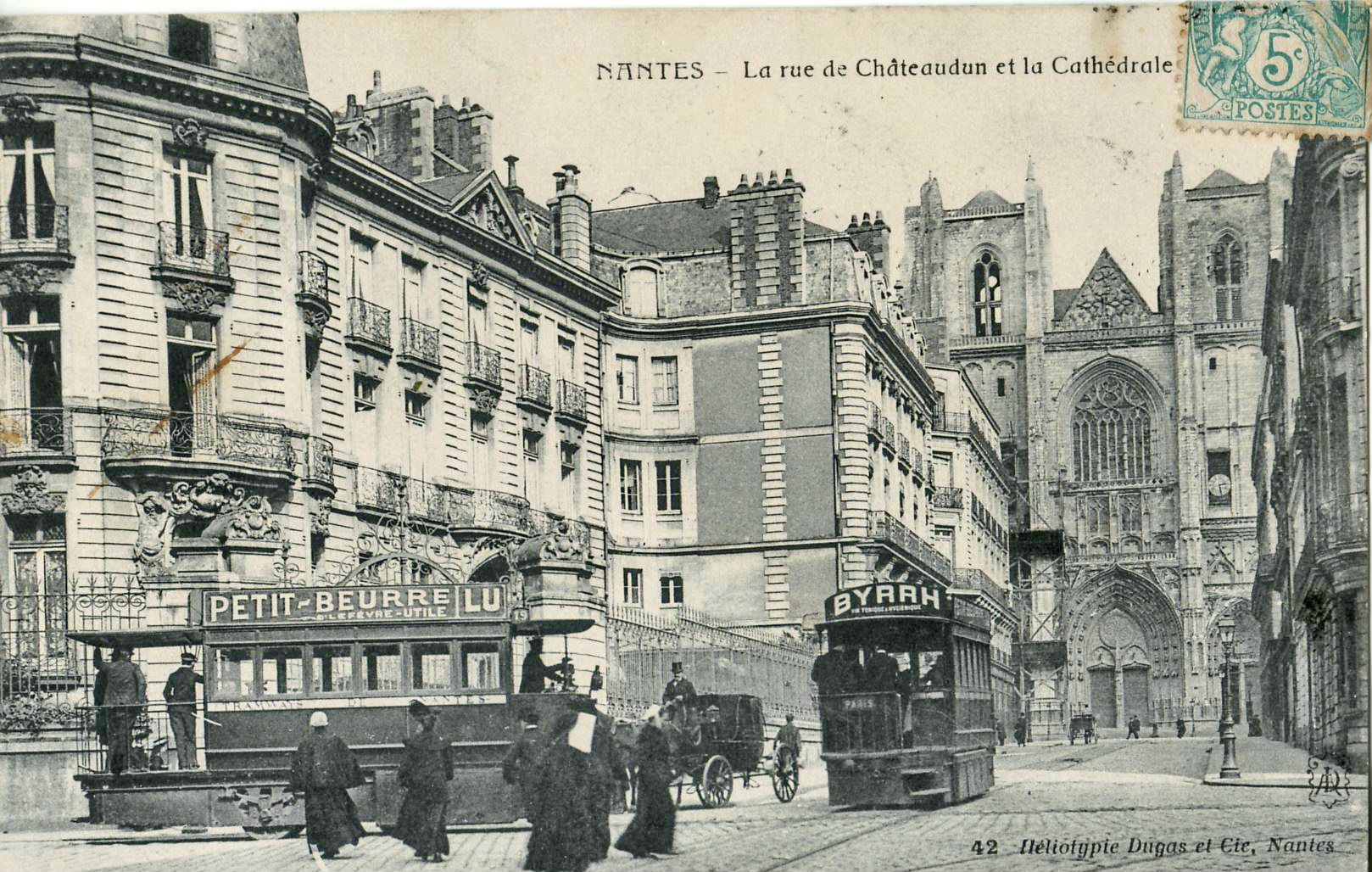
Tramways Mékarski au croisement de la rue de Strasbourg et de la rue du Général-Leclerc-de-Hauteclocque, en direction de la Cathédrale

Le réseau du tramway était construit en étoile, autour d'un point central situé sur la place du Commerce. À son apogée, le réseau comprenait treize terminus principaux. La plupart étaient situés au nord de la Loire, et se trouvaient, dans un sens anti-horaire : à Doulon, à Saint-Joseph de Porterie, à la Morrhonnière, au Pont-du-Cens sur la route de Rennes, à Longchamp sur la route de Vannes, à Monselet, sur la place Zola et à la gare de Chantenay. 
Au sud de la Loire, les lignes arrivaient par le pont de Pirmil allaient jusqu'à Pont-Rousseau, Sèvres et au Lion-d'Or sur la route de Clisson. Une ligne à concession départementale prolongeait en outre le réseau de Pont-Rousseau aux Trois-Moulins sur la commune de Rezé. Un terminus desservait aussi, sur l'actuelle île de Nantes, la gare de Nantes-État.
Le centre-ville était parcouru par un réseau dense, avec des stations place du Commerce, place Royale, place Graslin, au Pont-Morand, rue de Strasbourg, à l'hôtel de ville, place Saint-Pierre, place Foch, place Bretagne, à la Poissonnerie sur l'île Feydeau, etc.
L'est de la ville, sur la rive gauche de l'Erdre, était desservi par deux grandes lignes, 
-l'une suivant la route de Paris depuis la place Maréchal-Foch jusqu'à la gare de Saint-Joseph en empruntant les actuels rue Maréchal-Joffre, rue du Général-Buat et boulevard Jules-Verne ; 
-l'autre suivant pour partie le tracé de l'actuelle ligne 1 du réseau de tramway moderne, reliant la place du Commerce à la gare de Nantes, le long du boulevard de Stalingrad, puis remontant vers Doulon en suivant le boulevard Ernest-Dalby puis redescendant boulevard de Doulon jusqu'à la gare de Doulon.
L'ouest de la ville, sur la rive droite de l'Erdre, était la partie la plus finement desservie. 
Une ligne, correspondant en partie au tracé de l'actuelle ligne 2, remontait du Cours des 50-Otages jusqu'à la Morrhonnière, en passant par Saint-Félix et le boulevard Michelet. 
Une autre remontait le long de la route de Rennes jusqu'au Pont-du-Cens, empruntant l'actuelle rue Paul-Bellamy et l'actuel boulevard Robert-Schuman. 
Une ligne secondaire reliait aussi la Morrhonnière au rond-point de Rennes. 
Une ligne allant jusqu'au croisement de la route de Vannes et du boulevard de Longchamp suivait en grande partie le trajet de la ligne 3 actuelle, en passant par la place Viarme et les Hauts-Pavés. 
Une petite ligne desservait le quartier Monselet (terminus place Émile-Sarradin) en passant par la rue Franklin et le boulevard Gabriel-Guist'hau. 
Une ligne suivait la rue du Calvaire, la rue Copernic et la rue de Gigant jusqu'à la place Canclaux, puis redescendait vers la place Mellinet et descendait le boulevard Saint-Aignan, traversait la place Charles-Lechat, olbiquait vers Chantenay et finissait sur le boulevard de la Liberté. 
Une autre ligne majeure reliait le centre à la place Zola via la rue Crébillon, la rue Dobrée et la place Mellinet. Chantenay était également desservie par la grande ligne qui partait de Doulon, passait par la gare, la place du Commerce, le quai de la Fosse, le port et qui s'arrêtait à la gare de Chantenay.

### Exploitation

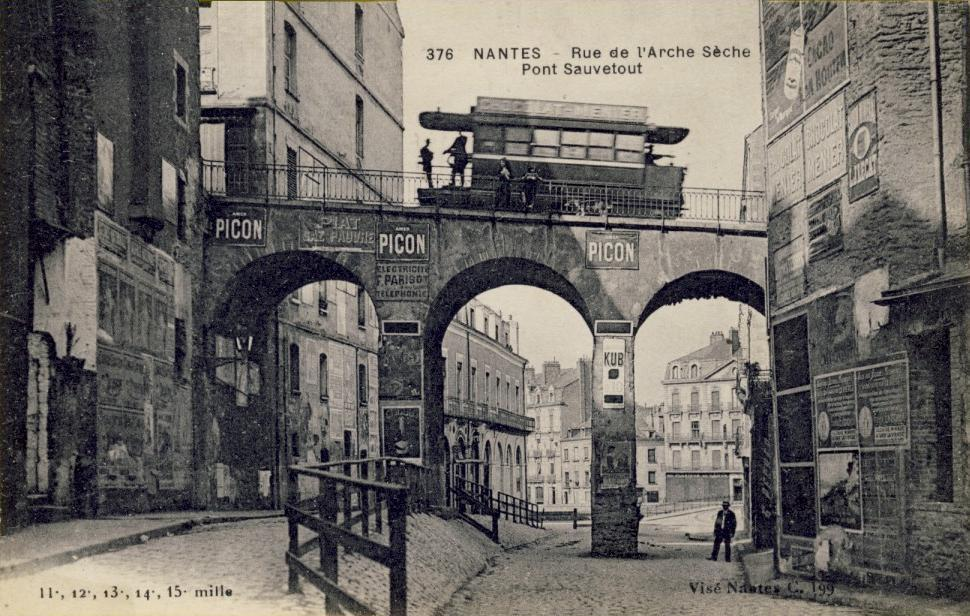
Image emblématique de l'ancien tramway nantais : un tram Mékarski sur le pont Sauvetout (vers 1910).

Le réseau était exploité par une entreprise privée, la « Compagnie des tramways de Nantes » (CTN), dont le siège local se situait à la Morrhonnière, et dont le siège social était à Paris.
Le réseau fonctionnait d'environ 5 heures 30 à 20 heures, avec des dessertes plus tardives allant jusqu'à 23 heures sur certaines lignes. Il y avait des horaires spéciaux pour le dimanche et pour les jours de fête ou de foire.
La tarification changeait également le dimanche et les jours fériés, et elle était établie en fonction de sections, et selon le nombre de correspondances effectuées par le voyageur. En 1919, le trajet dans une section s'élevait à 15 centimes en semaine et 20 centimes le dimanche, dans deux sections à respectivement 20 et 30 centimes, dans trois sections à 25 et 35 centimes, et plus de trois sections à 30 et 40 centimes. Les voyages à correspondance étaient tarifés 30 centimes en semaine et 40 centimes le dimanche. Les enfants de moins de 7 ans et les soldats bénéficiaient d'un demi-tarif.
Jusqu'en 1910, le réseau ne comprend ni horaires établis, ni arrêts fixes, les tramways roulent sans cesse d'un terminus à l'autre, les usagers sur le trottoir devant demander d'un signe l'arrêt du tram.
Jusqu'à la fermeture du réseau en 1958, la desserte s'est faite selon des itinéraires précis, identifiés par des numéros. L'itinéraire reliant Doulon à Chantenay portait par exemple le numéro 2, et celui allant de la gare d'Orléans à la gare de l'État portait le numéro 4. Les numéros ne se suivaient pas forcément, et certains n'ont jamais été utilisés. Par ailleurs, des itinéraires étaient parfois supprimés ou remplacés par d'autres, au gré des besoins et des contraintes. Ainsi, en 1938, les itinéraires 26 (Michelet-Place Lechat) et 34 (Rennes-Gare État) sont remplacés par les itinéraires 23 (Rennes-Place Lechat) et 54 (Michelet-Gare État), afin d'inverser les terminus des deux lignes.
En 1936, à son apogée, le réseau comprenait 13 itinéraires différents :
| Itinéraire | Parcours                        |
| ---------- | ------------------------------- |
| 2          | Doulon ↔ Chantenay              |
| 4          | Gare d'Orléans ↔ Gare de l'État |
| 11         | Saint-Joseph ↔ Zola             |
| 12         | Paris-Ceinture ↔ Zola           |
| 21         | Dalby ↔ Liberté                 |
| 26         | Michelet/Rennes ↔ Lechat        |
| 31         | Pont-du-Cens ↔ Trois-Moulins    |
| 31 bis     | Pont-du-Cens ↔ Pont-Rousseau    |
| 33         | Rennes ↔ Pirmil                 |
| 41         | Vannes ↔ Lion-d'Or              |
| 42         | Longchamp ↔ Sèvres              |
| 51         | Morrhonnière ↔ Monselet         |
| 52         | Morrhonnière ↔ Monselet         |

Plan du réseau en 1936.

Plan du réseau en 1943.

En 1943, après les bombardements alliés qui détruisent une partie du centre-ville, le réseau est en partie amputé. Les voies passant rue du Calvaire, quai de la Fosse ou place Royale sont hors-service.
| Itinéraire | Parcours                        |
| ---------- | ------------------------------- |
| 2          | Dalby ↔ Commerce                |
| 11         | Zola ↔ Delorme                  |
| 14         | Saint-Joseph ↔ Trois-Moulins    |
| 16         | Paris-Ceinture ↔ Pirmil         |
| 21         | Liberté ↔ Delorme               |
| 22         | Lechat ↔ Delorme                |
| 24         | Gare de Doulon ↔ Hôtel-de-Ville |
| 31 bis     | Pont-du-Cens ↔ Pont-Rousseau    |
| 33         | Rennes ↔ Pirmil                 |
| 41         | Vannes ↔ Lion-d'Or              |
| 42         | Longchamp ↔ Sèvres              |
| 51         | Morrhonnière ↔ Monselet         |
| 52         | Morrhonnière ↔ Monselet         |

Plan du réseau en 1956.

En 1956, peu avant sa fermeture définitive, le réseau ne comprenait plus que deux itinéraires. Le 25 janvier 1958, dernier jour d'exploitation du réseau, c'est la ligne 13, entre Saint-Joseph et le Pont-du-Cens, qui est la dernière à fonctionner. Toutes les lignes de tramways sont alors remplacées par des autobus. En 1956, les liaisons est-ouest entre Doulon et la gare d'une part, et Chantenay, Zola et Lechat d'autre part, ont été reprises par les lignes de bus C, L et R, et le grand axe route de Vannes ↔ Sud-Loire a été repris par les bus G et E. Les lignes de bus M, V et W ont repris les lignes reliant le centre à la Morrhonnière et à Canclaux/Liberté, et la ligne P relie Monselet à Rezé.
| Itinéraire | Parcours                    |
| ---------- | --------------------------- |
| 13         | Saint-Joseph ↔ Pont-du-Cens |
| 14         | Paris ↔ Morrhonnière        |

### Dépôts
Le tout premier dépôt des tramways, baptisé « dépôt de Doulon-Ouest », se trouvait boulevard National (aujourd'hui boulevard Ernest-Dalby) à Doulon, au terminus oriental de la première ligne ouverte. Construit en 1875, il permettait d'entreposer 22 automotrices et 2 locomoteurs, et comprenait également une usine d'air comprimé, nécessaire pour faire fonctionner les premiers trams Mékarski, ainsi qu'un atelier de réparation. Il a servi aux tramways jusqu'en 1951 avant d'être réaffecté aux bus. Il a finalement disparu en 1967, remplacé par une station-service.
Un deuxième dépôt, construit en 1885, s'est trouvé sur le même boulevard jusqu'en 1914. Il possédait également une usine d'air comprimé.
Le dépôt de la Morrhonnière, édifié boulevard Michelet par Étienne Coutan, fut à partir de son inauguration en 1913 le principal dépôt des tramways nantais, et le siège administratif de la compagnie. Construit spécialement pour accueillir les nouveaux tramways électriques, le dépôt de la Morrhonnière servit jusqu'à la fermeture totale du réseau en 1958. Il fut ensuite réaffecté aux bus, puis, en 1984, la ville le transforma en dépôt pour les camions poubelle.
Un dépôt conçu pour remiser les voies ferrées fut également construit en 1930 dans le quartier de la Ferrière (commune d'Orvault), mais il disparut pendant la Seconde Guerre mondiale.

## Matériel roulant
L'ancien réseau nantais a utilisé deux modèles de tramway. Le premier modèle, les motrices Mékarski à air comprimé, ont été mises en service lors de l'inauguration de la première ligne en 1879, et elles ont été retirées de la circulation après l'électrification du réseau en 1913. La compagnie des tramways a alors commandé de nouvelles motrices électriques, qui ont servi jusqu'à la fermeture définitive du réseau en 1958.

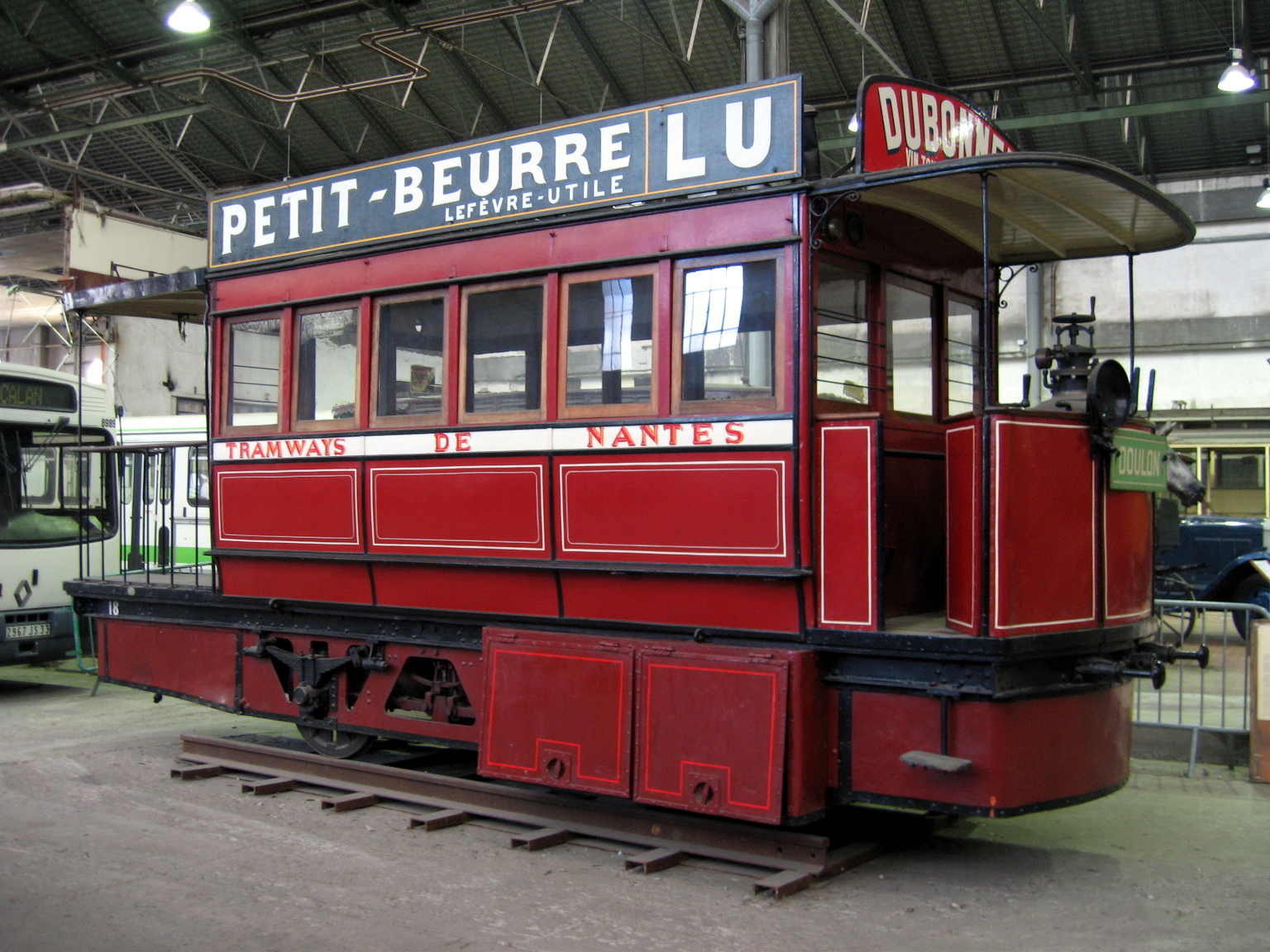
Tramway à air comprimé, Motrice no 22 puis renumérotée 18. Mise en service en 1879 à Nantes et retiré de la circulation en 1917, conservé à l'AMTUIR.

Motrices MEKARSKI à air comprimé (modèle 1879)
- Longueur : 6,95 m
- Largeur : 2,22 m
- Hauteur : 3,48 m
- Masse à vide : 6,8 t
- Capacité : 18 places assises + 18 places debout
- Châssis à 2 essieux de 1,75 m d’empattement dont un seul moteur
- Voie à écartement normal de 1,44 mètre
- Moteur à air comprimé réchauffé à 100 °C par une bouillotte d'eau surchauffée
- Réservoirs d'air de 2,8 m3 à 30 puis 60 bars (à partir de 1898)
- Bouillotte d'eau chaude (160 °C) de 120 litres
- Construction : 
  - châssis : Brissonneau et Lotz à Doulon
  - caisse : Clavier à Nantes

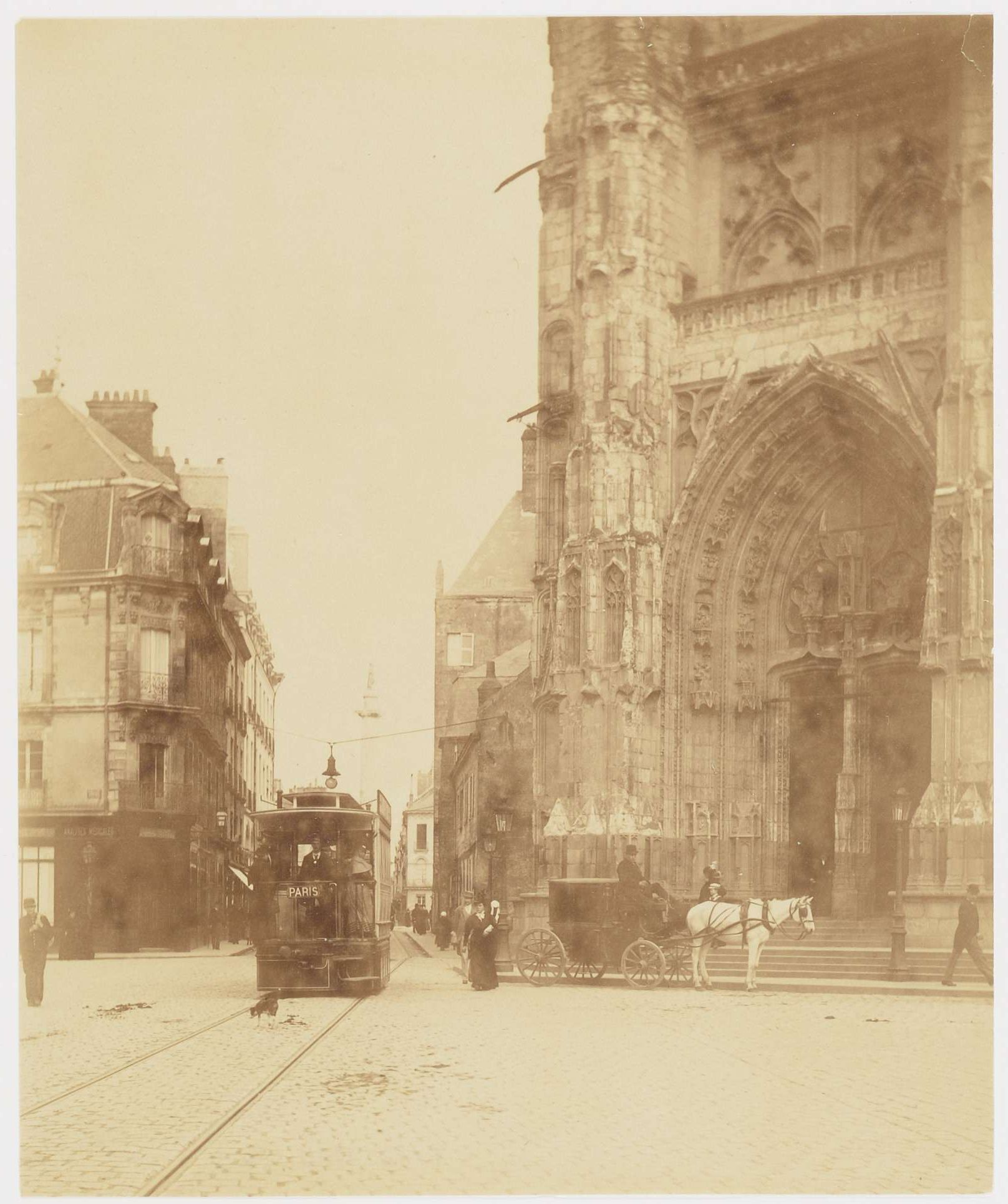
Tramway Mékarski devant la cathédrale (1898).
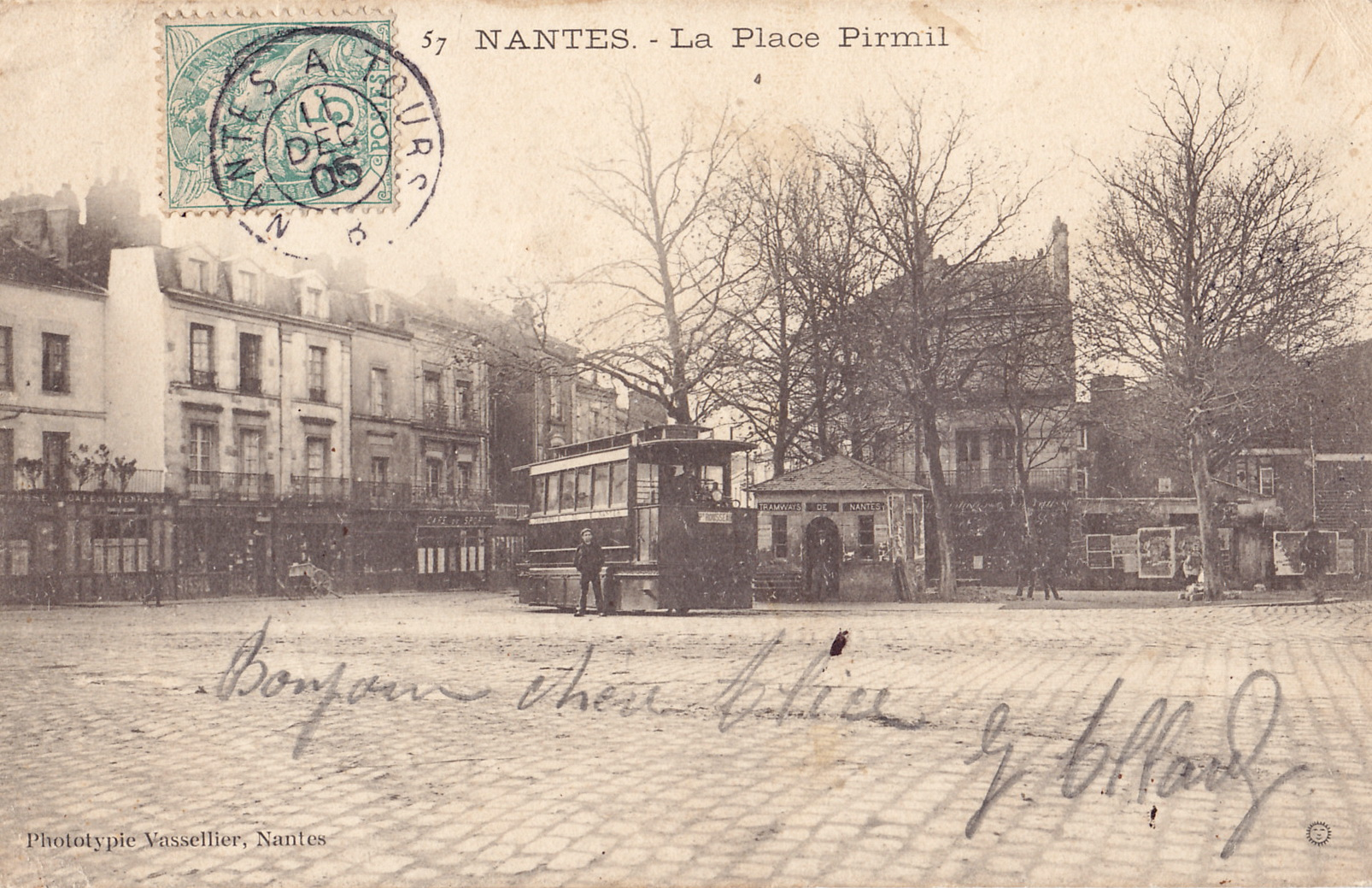
Tramway Mékarski vers 1905, place Pirmil.
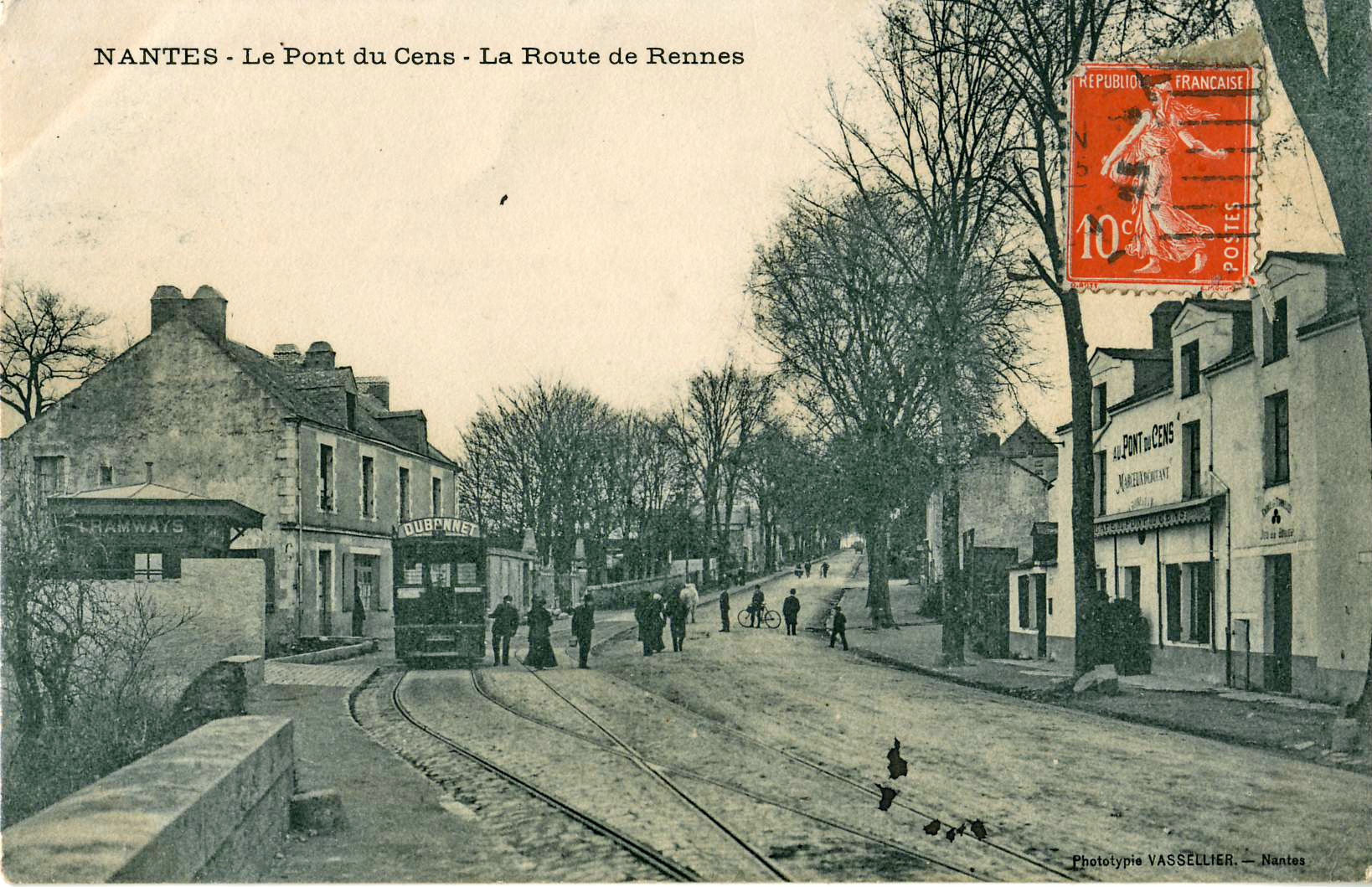
Tramway Mékarski près du Pont de Cens, route de Rennes.
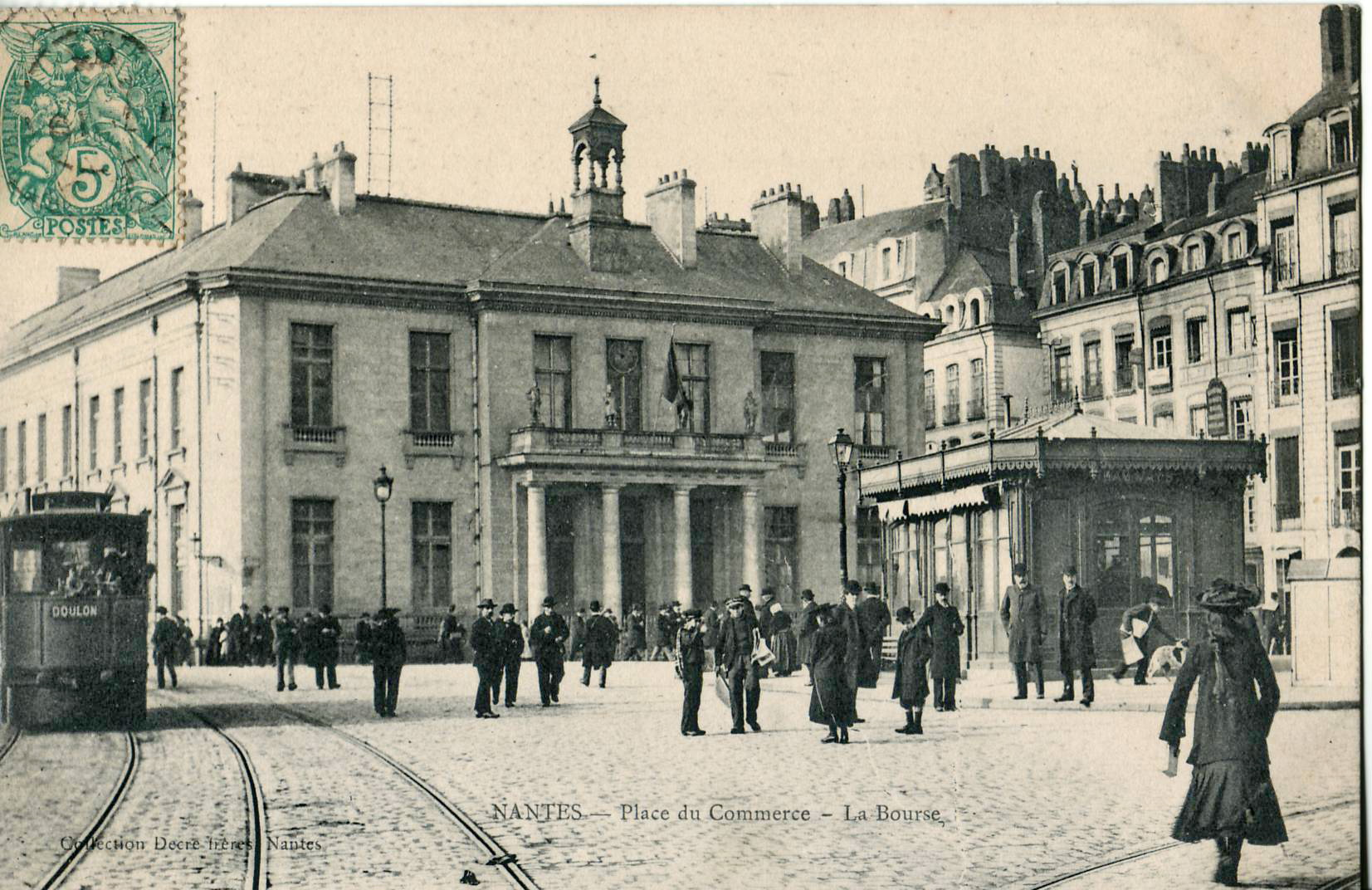
Tramway Mékarski pour Doulon, place du Commerce.
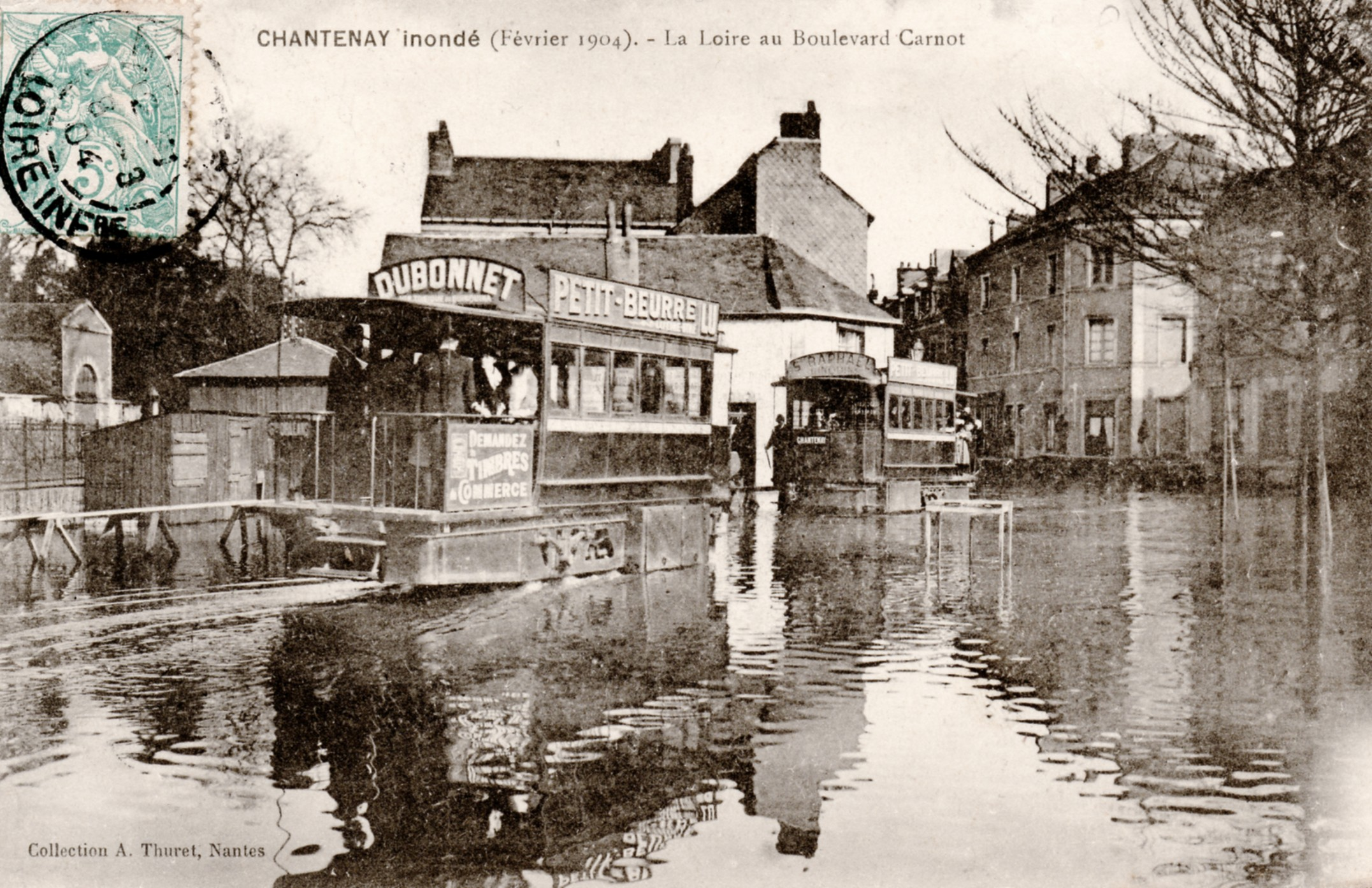
Tramway Mékarski lors des inondations de 1904 Nantes Chantenay, boulevard Carnot (actuel boulevard de Chantenay).
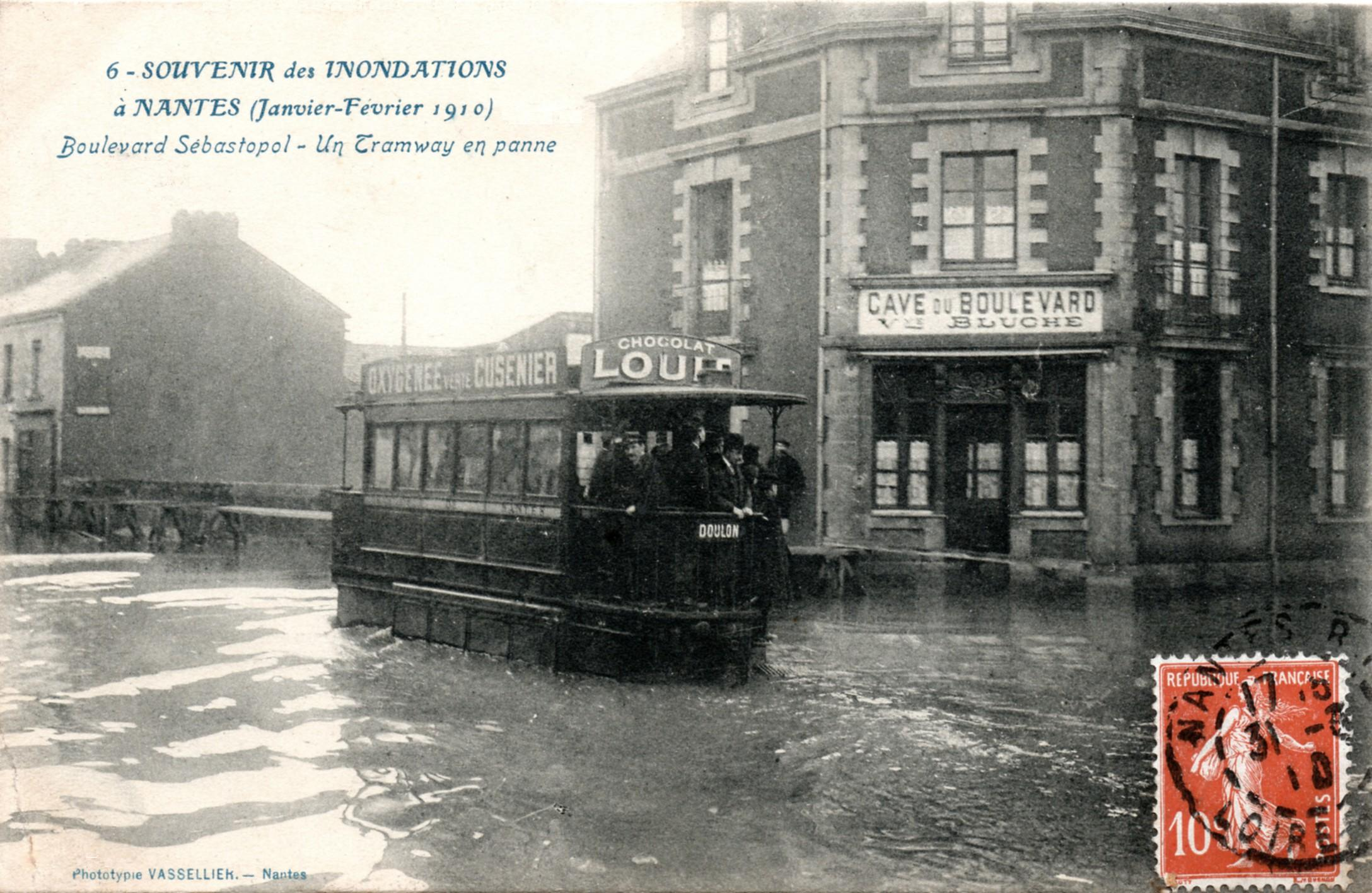
Tramway Mékarski lors des inondations de 1910 à Nantes, boulevard Sébastopol (actuel boulevard de Stalingrad).
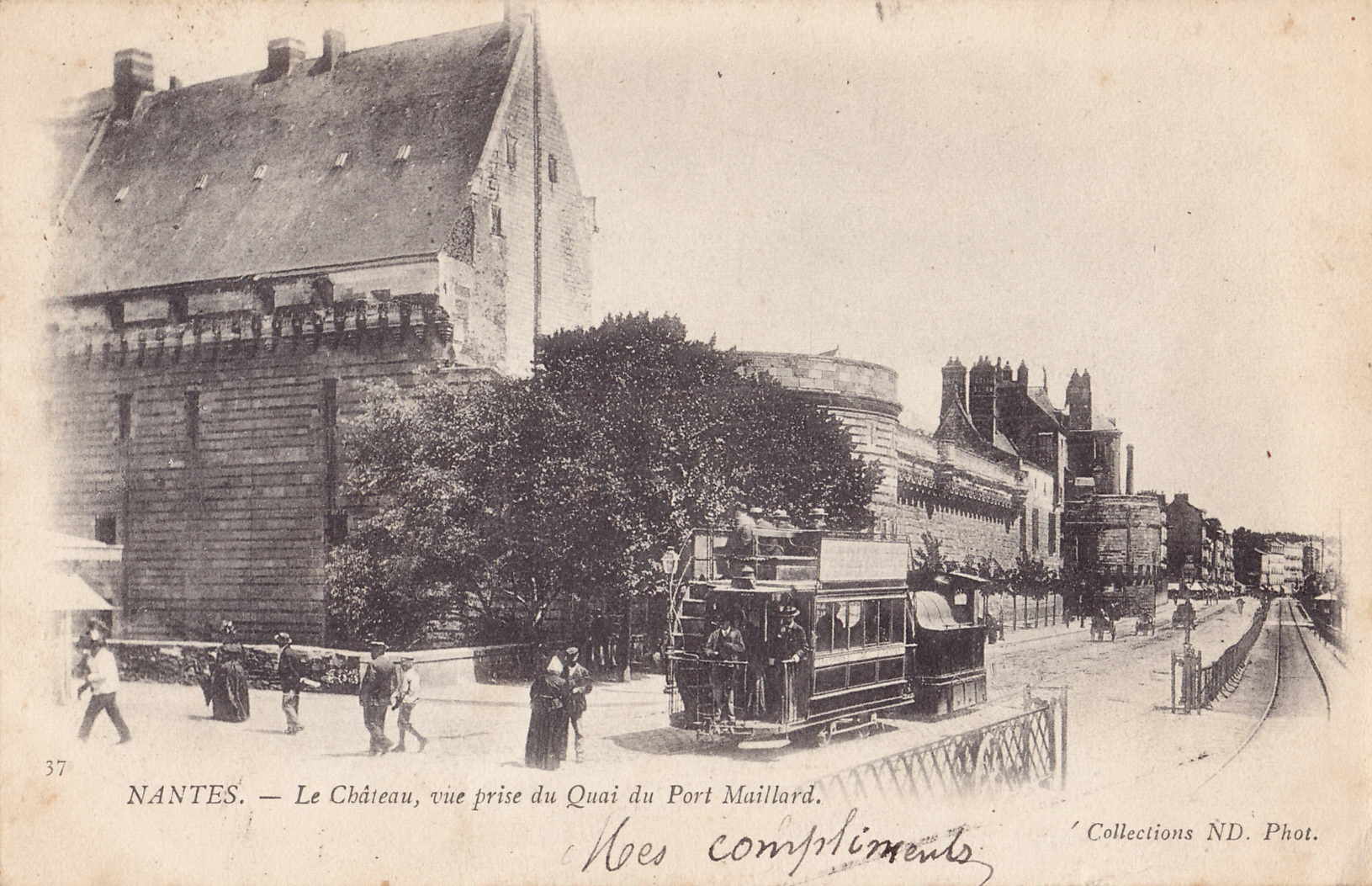
Tramway Mékarski devant le château.
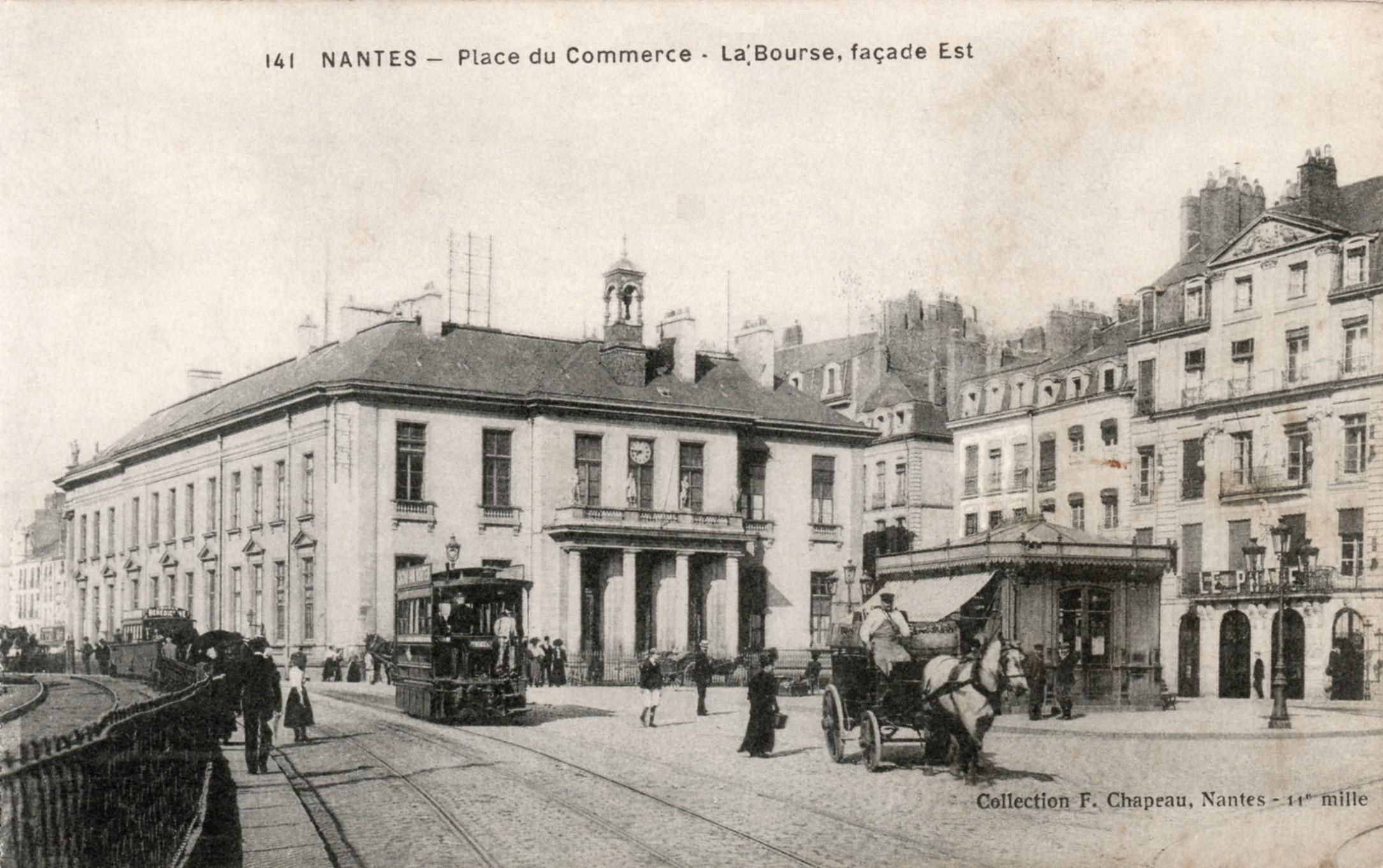
Tramway Mékarski à air comprimé sur la place du Commerce vers 1895.

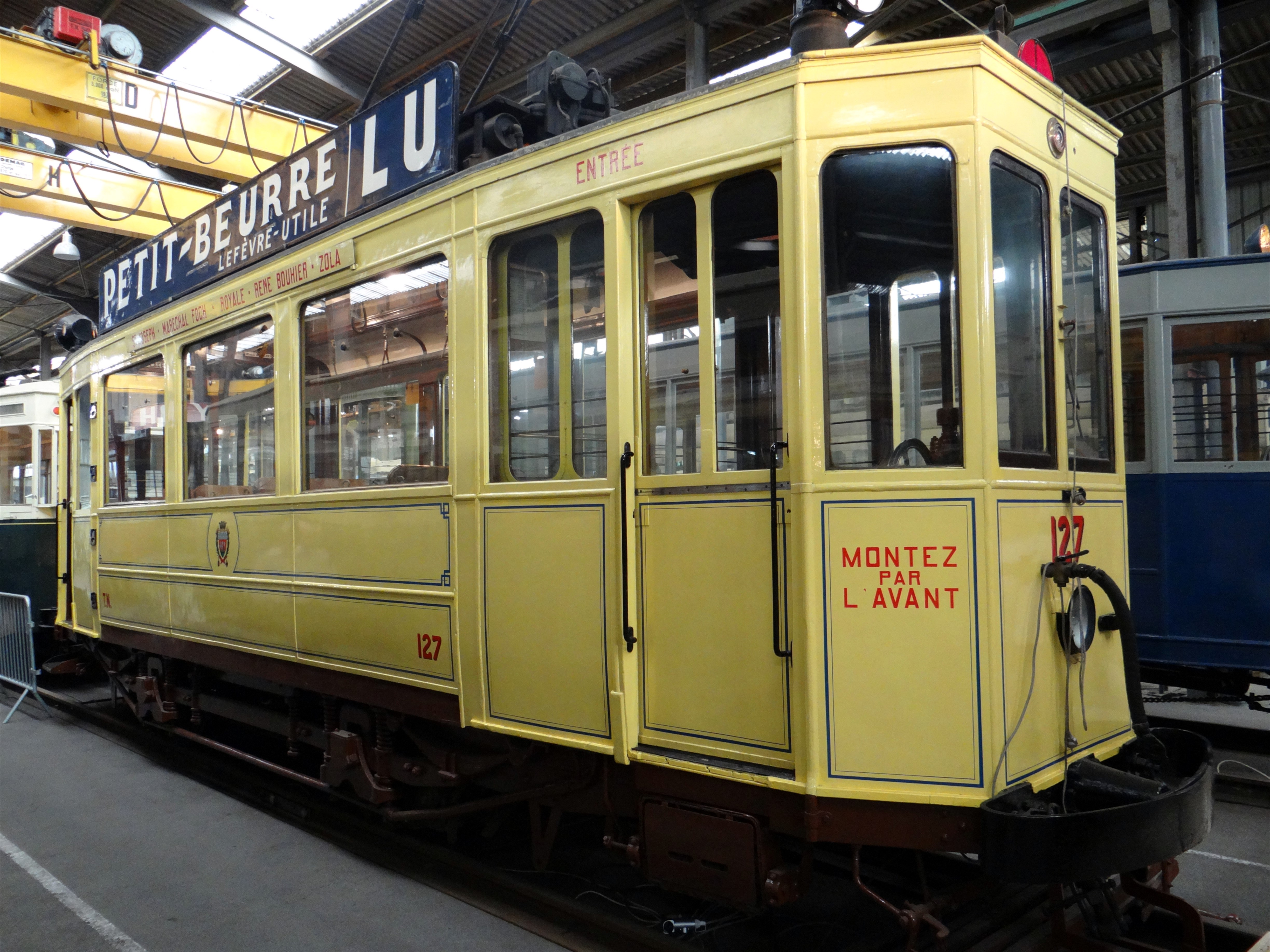
Motrice n°127 de 1913

Motrices électriques livrées en 1913
- Longueur : 9,65 m
- Largeur : 2,04 m
- Hauteur : 3,50 m
- Capacité : 18 places assises + 30 places debout
- Puissance: 2 moteurs 30 cv : Société Jeumont
- Construction : 
  - châssis : Ateliers métallurgiques à Nivelles en Belgique[21].
  - caisse :  Société Franco-Belge[22]

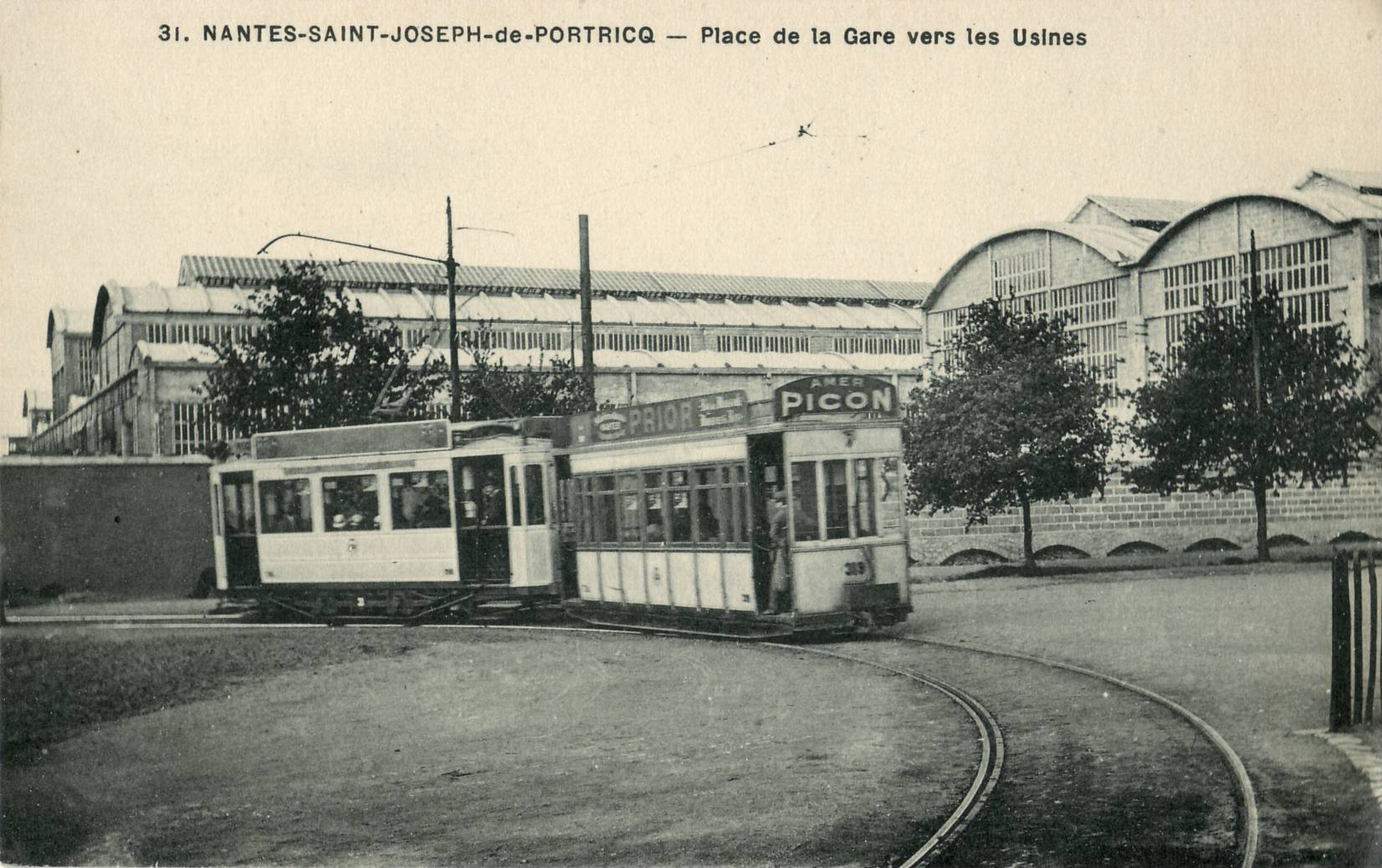
Tramway électrique face à l'usine des Batignolles.
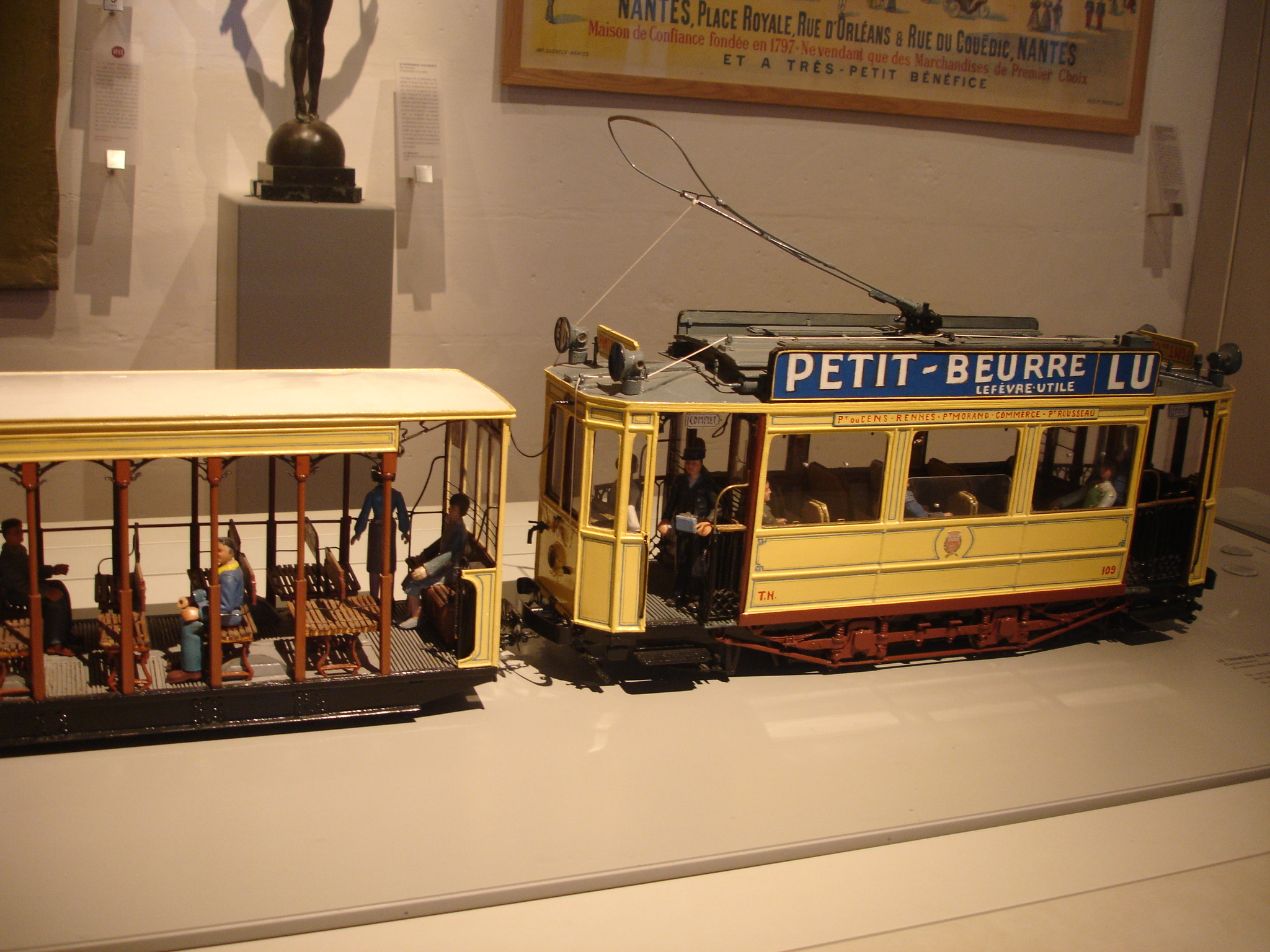
Maquette d'une motrice électrique de la Société Franco-Belge accompagnée d'une baladeuse (à gauche), prise au musée d'histoire de Nantes.

## Accidents

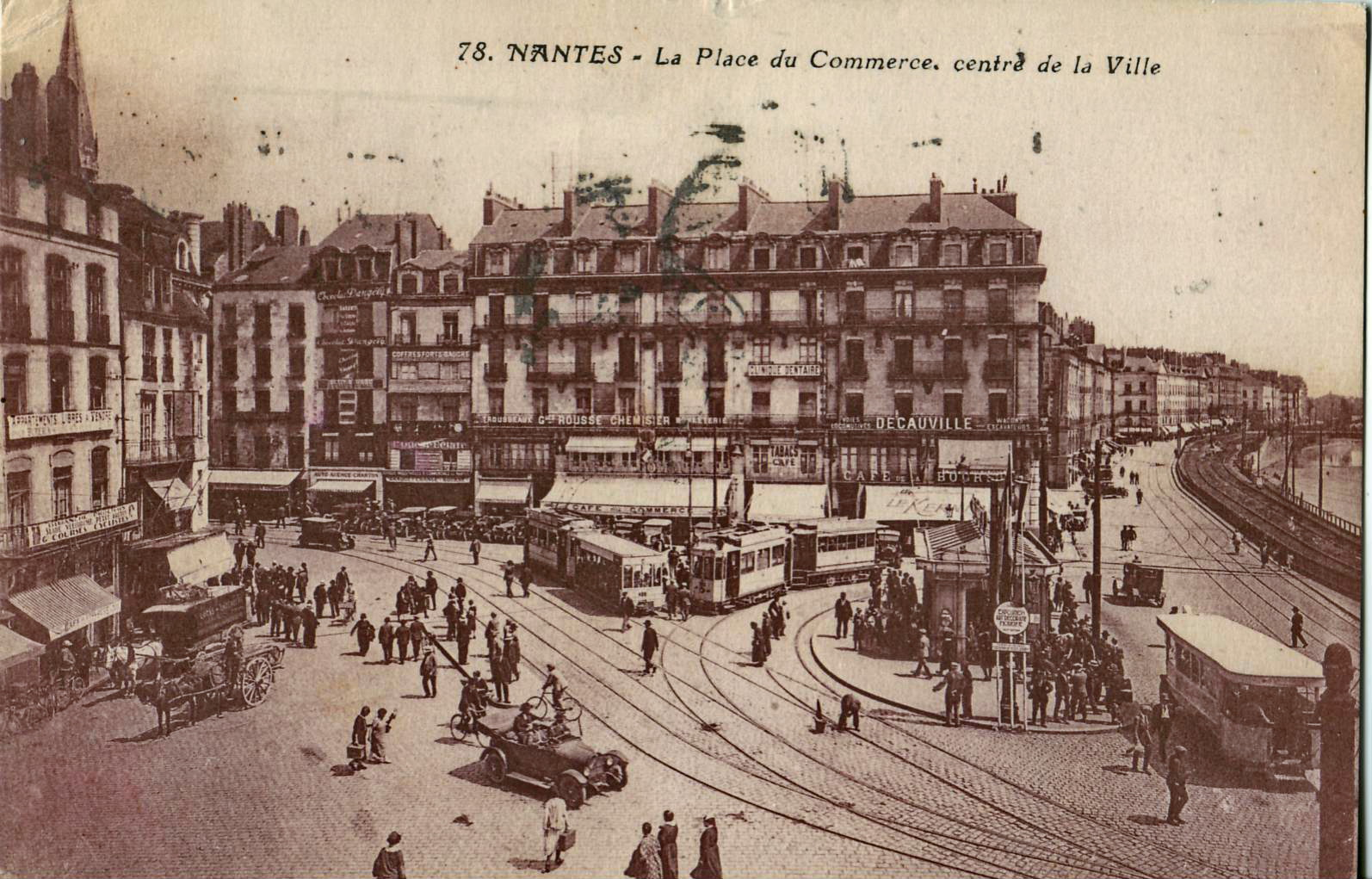
L'implantation complexe des voies sur la place du Commerce dans l'entre-deux-guerres.

L'ancien tramway de Nantes était connu pour les nombreux incidents et accidents qu'il pouvait causer, ce qui lui vaudra de la part des nantais le surnom de « péril jaune » en raison de la couleur de sa livrée,.
La plupart du temps, ces accidents n'occasionnaient que des dégâts matériels et de légères blessures, mais certains d'entre-eux furent mortels. Le tramway n'avait pas de voies propres, et ses rails passaient au milieu de la circulation automobile, hippomobile et piétonne. Les collisions entre le tramway et les piétons ainsi qu'avec les autres véhicules étaient fréquentes. Les déraillements étaient rares, mais le 27 novembre 1905, un tramway, ayant déraillé au bas de la rue de Strasbourg, est tombé dans le bras de la Bourse, et une passagère s'est noyée.
De nombreux passagers se blessaient aussi sérieusement en montant ou descendant du tramway en marche.  En 1915, le journal L'Ouest-Éclair estime qu'il s'est produit sur l'année deux accidents par jour. Parmi ces accidents, il y a une femme dont le pied a été coupé par la baladeuse car elle était descendue trop tôt du tramway, à l'arrêt Morrhonnière, un homme qui a trouvé la mort après avoir eu le pied écrasé par un tram place Saint-Nicolas, et un enfant de six ans, happé puis traîné sur 30 mètres par un tramway à Chantenay.

## Vestiges
L'ancien tramway de Nantes a laissé peu de traces de son existence. Il reste cependant toujours l'ancien dépôt de la Morrhonnière, construit en 1913, ainsi que de nombreuses rosaces vissées sur des façades, qui servaient à tenir les fils électriques. Ces rosaces se trouvent surtout dans les rues étroites, car dans les rues larges d'autres systèmes étaient utilisés. Les rosaces pouvaient cependant supporter un écart d'une façade à l'autre allant jusqu'à 75 mètres, comme c'était le cas place Graslin ou place du Cirque. La traction sur les fils pouvait ainsi atteindre les 500 kg. Les rosaces étaient généralement fichées entre 7 et 11 mètres au-dessus du sol, pour que les fils arrivent à 6,5 mètres. Les fils étaient tenus par des tambours, isolés du reste de la rosace par des plaques en bois.

### Motrices conservées
Actuellement, 3 motrices sont conservées : une motrice Mékarski et une motrice électrique se trouvent à l'AMTUIR en Île-de-France, et une autre motrice électrique a été conservée par Nantes Métropole.

#### Motrice Mékarski 22
La Motrice Mékarski no 22 est conservée par l'AMTUIR.

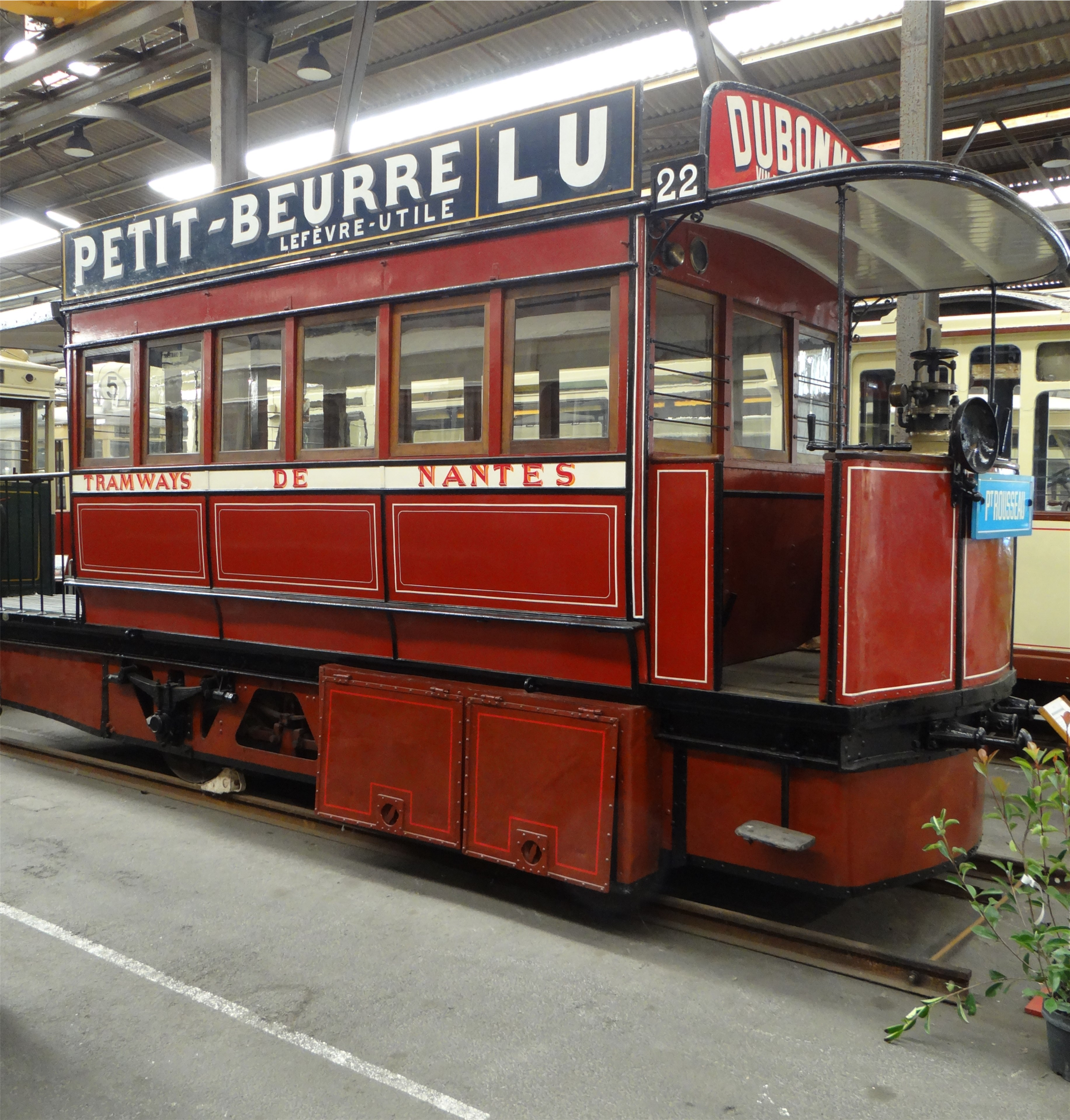
La motrice 22 à l'AMTUIR.

Cette motrice à air comprimé a circulé à partir de 1879, avant d'être remplacée, comme ses consœurs, par les motrices électriques Jeumont.

#### Motrice Jeumont 127
La Motrice électrique Jeumont no 127, offerte par la CTN, est conservée par l'AMTUIR depuis le 12 mars 1958. Elle a été mise en service en novembre 1914, et prend sa retraite le 25 janvier 1958, lors de la suppression de l'ancien réseau de tramway.
Issue d'une série de 80 motrices livrées entre 1913 et 1914, la no 127 a été rénovée, comme 36 de ses consœurs, dans les ateliers de la Compagnie des Transports de Nantes (CTN) entre 1936 et 1950.

#### Motrice Jeumont 144
La Motrice électrique Jeumont no 144 est conservée par Nantes Métropole comme élément majeur pour le patrimoine depuis sa récupération, en juin 1983, dans la campagne près d'Herbignac, où elle servait de repos de chasse.

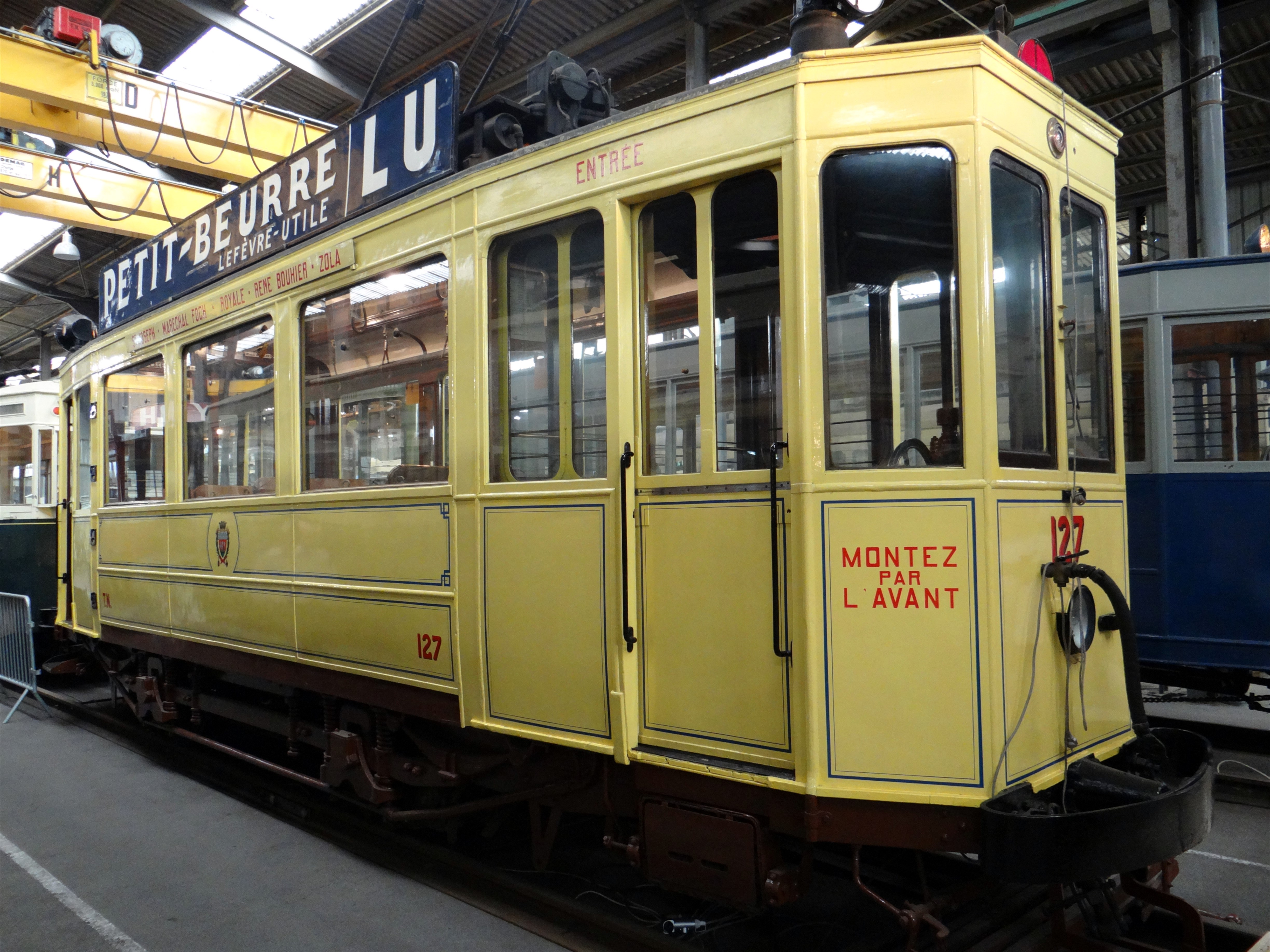
La motrice 127 à l'AMTUIR.

Elle a été mise en service le 27 novembre 1914 par les Transports Nantais (T.N.) et est retirée du service le 25 janvier 1958 lors de la suppression de l'ancien réseau de tramway.
Après avoir reçu une rénovation dans le dépôt de la Morrhonnière, la motrice est restée du 24 avril 1985 au 12 mars 1986 dans les ateliers de la STIB de Cureghem et de Belgrade à Bruxelles, pour y recevoir un châssis-truck, provenant d'une ancienne motrice bruxelloise, et une révision complète. Elle est revenue au dépôt de Dalby à Nantes au printemps 1986 pour y recevoir quelques finitions, avant d'être présentée aux nantais lors de la journée portes ouvertes de la SEMITAN le 23 mai 1987.
La motrice est retournée à Bruxelles du 4 août 1999 à septembre 2001 le temps de travaux au dépôt de Dalby, et pour y recevoir une restauration. Elle a également fait une petite balade dans Bruxelles pour la fête nationale belge notamment.
Aujourd'hui, la motrice circule lors de manifestations ou d'événements ponctuels tels que les journées du patrimoine, les semaines de la mobilité ou les rendez-vous particuliers. Elle a également reçu une restauration au début de l'année 2009.